# Greensboro (Alabama)
Greensboro è un comune degli Stati Uniti d'America situato nella contea di Hale dello Stato dell'Alabama.